# Hans-Leinberger-Gymnasium (Landshut)
Das Hans-Leinberger-Gymnasium (kurz: HLG) in Landshut ist ein nach dem Bildhauer Hans Leinberger benanntes, naturwissenschaftlich-technologisches (NTG), sprachliches (SG) und wirtschafts- und sozialwissenschaftliches (WSG-W) Gymnasium. Außerdem ist die Schule für die Fächer Deutsch, Französisch, Englisch, Geographie, Geschichte, Mathematik, Physik, Chemie, Biologie und Psychologie Seminarschule und seit 1949 Sitz des Ministerialbeauftragten für die Gymnasien in Niederbayern.
Das Schulhaus wird geprägt durch die Bronzeskulptur „Große Flora“ des bedeutenden Bildhauers Fritz Koenig und durch seine Lage direkt am Naherholungsgebiet „Flutmulde“ im Landshuter Westen.

## Geschichte
Das HLG geht wurde am 31. Juli 1833 in Landshut als Königliche Gewerbeschule gegründet. Seine Aufgabe war es, junge Menschen mit den Errungenschaften der Industrialisierung bekannt zu machen und sie auf ein Leben und die Arbeit im Industriezeitalter vorzubereiten. Allgemeinbildende Fächer waren deshalb nicht im Lehrplan enthalten. Diese waren den Gymnasien mit humanistischer Ausrichtung vorbehalten.
1877 wurde die mittlerweile Königliche Handels- und Gewerbsschule zur sechsklassigen Realschule ausgebaut mit zwei Fremdsprachen und allgemeinbildenden Fächern. Als höhere Lehranstalt bot sie eine bürgerliche Bildung auf mathematisch-naturwissenschaftlicher und sprachlich-historischer Grundlage. Neben den Humanistischen Gymnasium und dem Realgymnasium bildete sie einen eigenen Zweig des höheren Schulwesens. Der Schulabschluss berechtigte zum Übertritt an Industrieschulen, die Landwirtschaftliche Zentralschule Weihenstephan, ein Schullehrerseminar und an Kunstgewerbeschulen.
Bis 1903 fand der Unterricht in den Räumen der ehemaligen Universität statt. 1903 zog die Schule in das ab 1900 neu errichtete Gebäude am Marienplatz (heute Fachoberschule Landshut) um. 1919 wurden erstmals auch Mädchen zugelassen. Im Schuljahr 1921/22 waren bereits 20 Mädchen angemeldet. Im Jahr 1922 gab der Landtag die Zustimmung zur Errichtung einer Oberrealschule. Die neue Oberstufe mit fakultativem Lateinunterricht gewährte damit die höhere allgemeine Bildung und berechtigte zum Studium an einer Hochschule.
Von 1935 bis 1945 hieß die Schule „Hans-Schemm-Oberrealschule“, nach einem damals gerade verstorbenen NSDAP-Kultusminister und Gauleiter. 1940–1945 konnte kein regelmäßiger Unterricht mehr erteilt werden. 1944 wurden die Schüler des Gymnasiums und der Oberrealschule gemeinsam unterrichtet; ab Dezember 1944 verteilt auf verschiedene Räume in der Stadt. Die Schulen selbst diente als Lazarett.
Der Unterricht wurde im November 1948 nach der Instandsetzung am Marienplatz mit 720 Schülern in 22 Klassen mit einem sprachlichen und einem mathematisch-naturwissenschaftlichen Zweig wieder aufgenommen.
Die höheren Schulen wurde 1965/66 in Bayern in Gymnasium umbenannt. Von nun an heißt es Hans-Leinberger-Gymnasium. Die Benennung des naturwissenschaftlich-technologischen und wirtschaftswissenschaftlichen Gymnasiums nach einem Bildhauer bezweckt, „dass […] bei aller Beschäftigung mit den Ergebnissen der positiven Wissenschaften und bei aller Erfahrung materiellen Fortschritts das Erleben des Musischen, im weiteren Sinne des Menschlichen, den notwendigen seelischen und geistigen Ausgleich schaffen soll, dass unsere Schule eine Pflegestätte der Humanitas bleiben muss.“
Hans Leinberger war ein Bildhauer der Spätgotik und einer der bedeutendsten Bildschnitzer seiner Zeit. Er siedelte sich um 1510 in Landshut an. Zu seinen Hauptwerken gehören die Rosenkranzmadonna in St. Martin sowie der Christus in der Rast in St. Nikola in Landshut und der Heilige Jakobus oder Jodokus, dessen Original im Bayerischen Nationalmuseum zu sehen ist sowie der Hochaltar des Kastulusmünsters in Moosburg.
1978 erhielt die Schule einen Neubau im Landshuter Westen an der Jürgen-Schumann-Straße. Die Ausbildungsrichtungen wurden um den wirtschaftswissenschaftlichen Zweig erweitert. Seitdem wurden mehrere bauliche Erweiterungen notwendig, da die Schülerzahlen stetig stiegen. Im Schuljahr 2010/2011 erreichten die Schülerzahlen mit 1654 Schülern ihren Höhepunkt. Im Vorfeld der Eröffnung des Landkreisgymnasiums in Ergolding im September 2013 wurden am HLG die Vorläuferklassen für die sechsten Klassen unterrichtet; 50 Schüler wechselten damals vom HLG ans Gymnasium Ergolding.
Seit 2015 wird das HLG für 22 Millionen Euro generalsaniert. Die neuen Chemielehrsäle sind seit Anfang 2017 fertig. Auch die neuen Physikräume sind bereits in Betrieb. Als nächste Sanierungsmaßnahmen stehen der Biologietrakt und die Klassentrakte an.

## Fremdsprachen und Ausbildungsrichtungen
Lange Zeit galt Französisch als beliebteste zweite Fremdsprache, was sich allerdings in den letzten Jahren immer wieder änderte. Im Schuljahr 2009/2010 gab es etwa in den Jahrgangsstufen 6 bis 10 659 Schüler mit zweiter Fremdsprache Latein und 338 mit Französisch, im Schuljahr 2016/17 in den Jahrgangsstufen 6 bis 10 dagegen 286 Schüler mit Latein, 374 mit Französisch und 43 mit Spanisch. Die am meisten nachgefragte Ausbildungsrichtung ist das naturwissenschaftlich-technologische Gymnasium, dicht gefolgt vom wirtschaftswissenschaftlichen Gymnasium und, mit einigem Abstand, dem sprachlichen Gymnasium. Etwa 30 Schüler legen nach der 9. Klasse die zweite Fremdsprache ab und lernen stattdessen Spanisch als spätbeginnende Fremdsprache. Am HLG ist es damit möglich drei moderne Fremdsprachen und Latein zu lernen.
| Naturwissenschaftlich-technologische Ausbildungsrichtung | |
| Sprachen                                                 | ab 5. Klasse: 1. Fremdsprache: Englisch ab 6. Klasse: 2. Fremdsprache: Latein oder Französisch ab 10. Klasse: ggf. spätbeginnende Fremdsprache: Spanisch                           |
| Schwerpunkte                                             | ab 8. Klasse: Chemie als Kernfach, verstärkt Physik, ab 9. Klasse: Informatik |
| Sprachliche Ausbildungsrichtung                          | |
| Sprachen                                                 | ab 5. Klasse: 1. Fremdsprache: Englisch ab 6. Klasse: 2. Fremdsprache: Latein ab 8. Klasse: 3. Fremdsprache: Französisch ab 10. Klasse: ggf. spätbeginnende Fremdsprache: Spanisch |
| Schwerpunkte                                             | ab 8. Klasse: Französisch |
| Wirtschaftswissenschaftliche Ausbildungsrichtung         | |
| Sprachen                                                 | ab 5. Klasse: 1. Fremdsprache: Englisch ab 6. Klasse: 2. Fremdsprache: Latein oder Französisch ab 10. Klasse: ggf. spätbeginnende Fremdsprache: Spanisch                           |
| Schwerpunkte                                             | ab 8. Klasse: Wirtschaft und Recht als Kernfach, Wirtschaftsinformatik, ab 9. Klasse: verstärkt Sozialkunde                                                                        |

## Schülerzahlen
Entwicklung der Schülerzahlen
| Schuljahr | Anzahl der Schüler |
| --------- | ------------------ |
| 2003/2004 | 1396               |
| 2004/2005 | 1494               |
| 2005/2006 | 1544               |
| 2006/2007 | 1583               |
| 2007/2008 | 1627               |
| 2008/2009 | 1615               |

| Schuljahr | Anzahl der Schüler |
| --------- | ------------------ |
| 2009/2010 | 1643               |
| 2010/2011 | 1654               |
| 2011/2012 | 1548               |
| 2012/2013 | 1508               |
| 2013/2014 | 1411               |
| 2014/2015 | 1348               |

| Schuljahr | Anzahl der Schüler |
| --------- | ------------------ |
| 2015/2016 | 1263               |
| 2016/2017 | 1150               |
| 2017/2018 | 1094               |
| 2018/2019 | 1036               |
| 2023/2024 | 1015               |

Entwicklung der Anmeldezahlen
| Schuljahr | Anzahl der Schüler |
| --------- | ------------------ |
| 2014/2015 | 154                |
| 2015/2016 | 123                |
| 2016/2017 | 107                |

| Schuljahr | Anzahl der Schüler |
| --------- | ------------------ |
| 2017/2018 | 154                |
| 2018/2019 | 163                |
| 2019/2020 | 142                |

Entwicklung der Abiturientenzahlen
| Schuljahr | Anzahl der Schüler |
| --------- | ------------------ |
| 2016/2017 | 160                |

## Schulleben

SOR-SMC-Logo

Seit 2014 gibt es am Hans-Leinberger-Gymnasium in jeder 5. Jahrgangsstufe eine Theaterklasse mit dem Ziel soziales Lernen, sprachlichen und gestischen Ausdruck zu vermitteln sowie die Persönlichkeitsentwicklung zu unterstützen. Es gibt eine Oberstufen-Theatergruppe, Vororchester, Orchester, Bläser, Big Band, mehrere Chöre, Schülerbands („Illio“, „LA Idiots“), eine Lehrerband und einen Lehrerchor.
Seit dem Schuljahr 2009/2010 existiert der Wahlkurs Techniker, der alle Schulkonzerte, Theaterveranstaltungen, den Schulball, Schulfeste, den Unterstufenfasching und weitere Veranstaltungen unterstützt und alle Auf- und Abbauten, sowie die Musikanlage, Scheinwerfer und Leinwände plant und steuert.
Außerdem hat das HLG eine Schulschachmannschaft, die im März 2016 in der Altersklasse II bei den bayerischen Schulschachmeisterschaften Vizemeister wurde.
Die Schülerzeitung Insider erscheint zweimal jährlich.
Über das Internet haben Eltern über das sogenannte Elternportal Zugriff auf Stundenplan, Schulaufgabenplan und Vertretungsplan. Tutoren, d. h. Schüler aus der Mittelstufe, helfen den neuen Schülern im ersten Jahr und unterstützen sie in allen schulischen Angelegenheiten.
Das HLG besitzt eine umfangreiche Bibliothek, die neben Fachliteratur und Sachbüchern auch Kinder- und Jugendliteratur bietet. Außerdem stehen zwölf Computerarbeitsplätze mit Internetzugang und Recherchemöglichkeit im Bibliotheksbestand bereit. Seit dem 26. Februar 2007 ist der neue Anbau vollständig benutzbar. Einige Wochen nach dem Beginn des zweiten Halbjahres 2007 wurde die neue Mensa fertiggestellt. Die Mittagsverpflegung wird durch ein Catering-Unternehmen bereitgestellt. Für die Mittagspause können sich Schüler Sportgeräte im Lehrerzimmer ausleihen.
Am 13. Februar 2009 wurde der Schule der Titel einer „Schule ohne Rassismus – Schule mit Courage“ verliehen. Partner der Schule ist hierbei der Deutsche Gewerkschaftsbund – Region Landshut. Im Schuljahr 2015/16, während der sogenannten Flüchtlingskrise, engagierte sich das HLG bei der Integration von Flüchtlingskindern. Mehrere Flüchtlingskinder besuchten teilweise den Unterricht, lernten zusammen mit Lehrkräften und Schülern Deutsch oder nahmen an den Wahlkursen der Schule teil.
Das Hans-Leinberger-Gymnasium ist Gründungsmitglied des Plato-Projekts „Kooperation ohne Grenzen“. Schulleitungen, Lehrer und Schüler von acht europäischen Schulen arbeiten darin an gemeinsamen Veranstaltungen und Aktionen.

## Partnerschulen und Schüleraustausch
Es gibt Schulpartnerschaften mit dem Lycée Charlemagne in Thionville,  Frankreich, mit der Assumption High School in Wisconsin Rapids (Wisconsin,  Vereinigte Staaten) im Rahmen der GAPP (German American Partnership Program) und mit der Elgin Academy in Schottland,  Vereinigtes Königreich, mit denen jährlich gegenseitige Schüleraustausche durchgeführt werden.
Außerdem besuchen das Hans-Leinberger-Gymnasium in jedem Jahr zahlreiche Austauschschüler aus China, Russland, Serbien, Neuseeland, Irland, Kolumbien, USA usw.

## Auszeichnungen
Am 3. März 2016 erhielten Schüler des HLG den P-Seminar-Preis des Bayerischen Staatsministeriums für Bildung und Kultus, Wissenschaft und Kunst für deren P-Seminar-Arbeit über das KZ-Außenlager Landshut des Konzentrationslagers Dachau, in deren Rahmen exemplarisch die Schicksale der Opfer Izaak de Leeuw und Ulrich und Hugo-Kurt Chotzen nachgezeichnet wurden und über die Überlebenden Ernest Seinfeld und Jacob Bresler berichtet wurde.
Schüler des HLG gewinnen beim Projekt – Seminar „Unternehmensgründung“ im Finale auf Schloss Mariakirchen den 1. und 3. Platz.
Das Hans-Leinberger-Gymnasium wurde 2016, 2010 und 2009 als „Umweltschule in Europa – Internationale Agenda 21 Schule“ ausgezeichnet.
Die Schülerzeitung „insider“ gewann 2017 beim „Blattmacher Wettbewerb“ der Süddeutschen Zeitung und des Bayerischen Kultusministeriums in der Kategorie Online den ersten Platz.

## Persönlichkeiten
- Siegfried Kreitner (* 1967), zeitgenössischer Bildhauer
- Marcus Mittermeier (* 1969), Schauspieler, bekannt aus der Serie München Mord
- Thomas Ostermeier (* 1968), Künstlerischer Leiter und Regisseur an der Schaubühne Berlin
- Gerhard Tausche (* 1958), Archivar und Autor
- Ursula Göhlich (* 1967), Wirbeltier-Paläontologin
- Walter Glaser (* 1946), Eishockeyspieler (Er war im Anschluss an seine Sportlerkarriere Lehrer für Biologie und Chemie am HLG.)
- Gerd Truntschka (* 1958), Eishockeyspieler
- Frank Jenko, Direktor am Max-Planck-Institut in Garching
- Fritz Koenig (1924–2017), Landshuter Bildhauer[44]
- Marin Pongracic (* 1997), Fußballprofi